# Cecilijanka
Cecilijanka je zborovska revija, ki od leta 1958 združuje pevske zbore iz bližnje in daljne okolice Gorice.
Glavni pobudnik Cecilijanke je bil profesor, glasbenik in duhovnik Mirko Filej. Prva revija je bila 23. novembra 1958, od tod njeno ime, saj je posvečena sv. Ceciliji, ki jo v katoliški cerkvi od 15. stoletja dalje častijo kot zavetnico glasbe in glasbenikov ter pevcev, goduje pa 22. novembra.  Od  leta 1959 je prevzela skrb za organiziranje te zborovske revije Zveza slovenske katoliške prosvete.  Prve Cecilijanke so bile tekmovalnega značaja in je zbore ocenjevala izbrana komisija. Kasneje so priredili le koncerte oziroma revijo pevskih zborov, ki pa se je zelo naglo razširila,  saj so na Cecilijanko začeli prihajati tudi zbori s tržaške in videmske prokrajine, Benečije, kasneje s Koroške, Slovenije in tudi predstavniki furlanskega oziroma italijanskega zborovskega petja.  Zato so leta 1972 razdelili Cecilijanko na dva dela, koncerta sta v soboto in nedeljo,  kajti število nastopajočih zborov je postalo preveliko za eno samo popoldne,  vedno pa okoli datuma praznika sv. Cecilije. 